# Die heilige Mechthild von Magdeburg

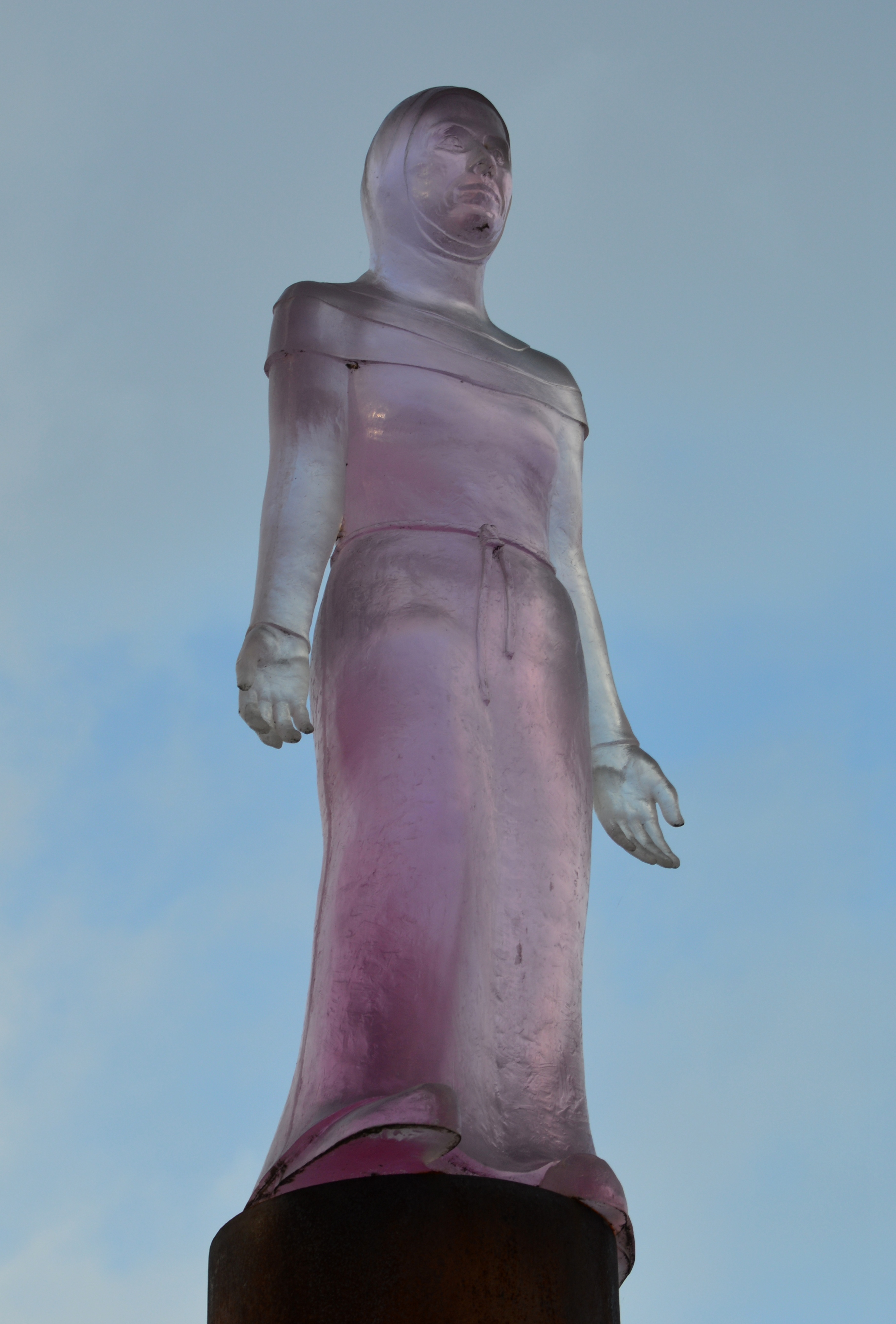
Die heilige Mechthild von Magdeburg

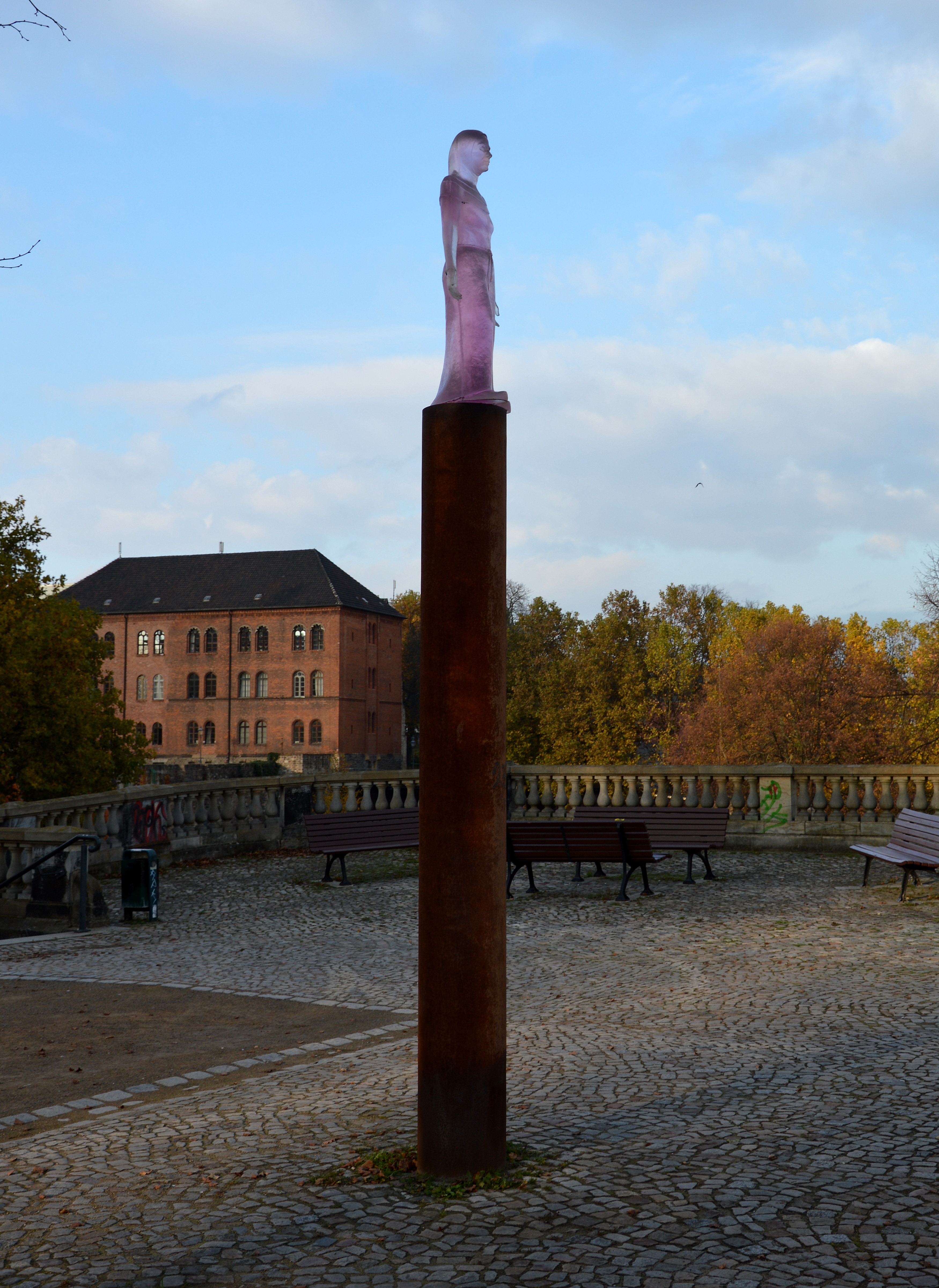
Plastik mit Sockel

Die heilige Mechthild von Magdeburg ist eine Plastik in der Magdeburger Altstadt.
Die Plastik befindet sich am nördlichen Ende des Magdeburger Fürstenwalls, hoch über dem linken Ufer der Elbe und gehört zum Skulpturenpark Magdeburg.
Sie wurde von der Künstlerin Susan Turcot im Zuge des in den Jahren 2007 und 2008 am Kunstmuseum Kloster Unser Lieben Frauen durchgeführten Projekts DIE ELBE [in]between geschaffen. Die Aufstellung am heutigen Standort erfolgte 2010.
Die Skulptur aus durchsichtigem Kunststoff ist eine 1,40 Meter hohe Frauengestalt, die die Mystikerin Mechthild von Magdeburg darstellt. Die Figur wurde auf einer hohen schlanken Säule aus Stahl aufgestellt. Säule und Figur haben insgesamt eine Höhe von 3,80 Meter, wobei die Höhe durch die erhöhte Lage des Fürstenwalls über der Elbe noch verstärkt wird.
Das für eine Plastik ungewöhnliche durchsichtige Material verweist auf das Werk Mechthilds von Magdeburg. Sie hatte in ihrem siebenbändigen Werk Das fließende Licht der Gottheit ihre Visionen niedergelegt. Häufig nutzte Mechthild das Wort vliesen. Turcot sah es als Metapher für Freiheit, für die Bereitwilligkeit der Seele, sich aus ihrer statischen Form zu lösen, und für die Freude, die die Seele aus dieser Bewegungsfreiheit genießt. Die Lichtdurchlässigkeit stehe für die immateriellen und transzendenten Themen der Texte Mechthilds und den Wunsch, die Seele vom Körper zu befreien. Das Fließende schließe die Lücke zwischen dem Menschlichen und dem Göttlichen. Die Aufstellung an der Elbe bezieht den Fluss als kraftvollen Ort für Erinnerung und Erneuerung ein.